# 綏托科查湖 (聖盧西亞區)
15°23′43″S 70°50′05″W / 15.39528°S 70.83472°W
綏托科查湖（Suyt'uqucha），是秘魯的湖泊，位於該國東南部普諾大區，由蘭帕省的聖盧西亞區負責管轄，該湖泊長4.33公里、寬0.84公里，海拔高度4,881米。